# Gemeiner Gallenröhrling
Der Gemeine Gallenröhrling (Tylopilus felleus) ist eine Pilzart aus der Familie der Dickröhrlingsverwandten. Er wird aufgrund seines extrem bitteren Geschmacks auch Bitterling genannt und gilt deshalb nicht als Speisepilz.
Der wissenschaftliche Name leitet sich von griechisch tylo „Kissen“ und lateinisch pilus „Kappe“ sowie lateinisch felleus „gallig, gallenbitter“ ab und bedeutet auf Deutsch „gallenbittere Kissenkappe“. Der Gemeine Gallenröhrling ist in Mitteleuropa die einzige Art seiner Gattung.

## Merkmale

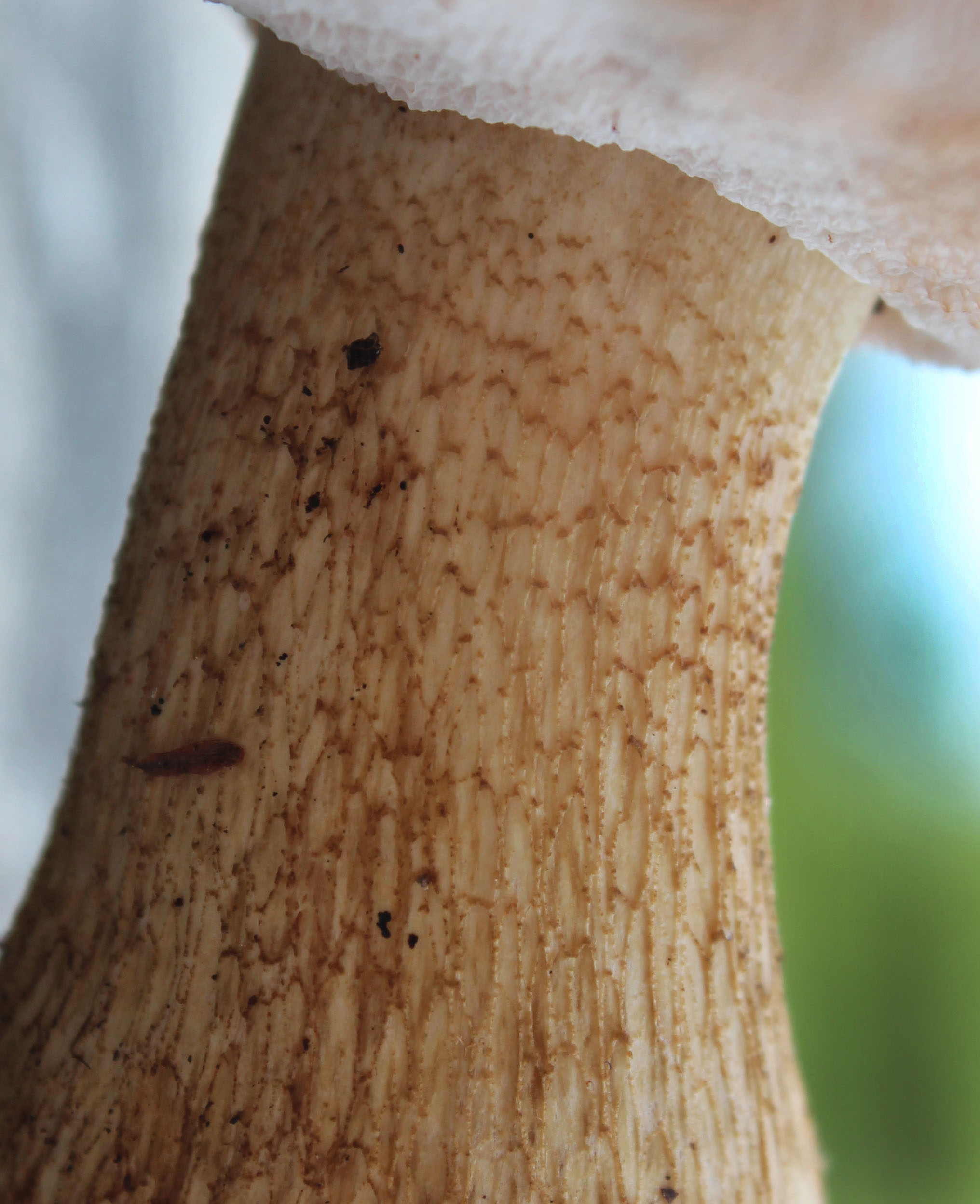
Typisch für den Gemeinen Gallenröhrling ist das braune Stielnetz.

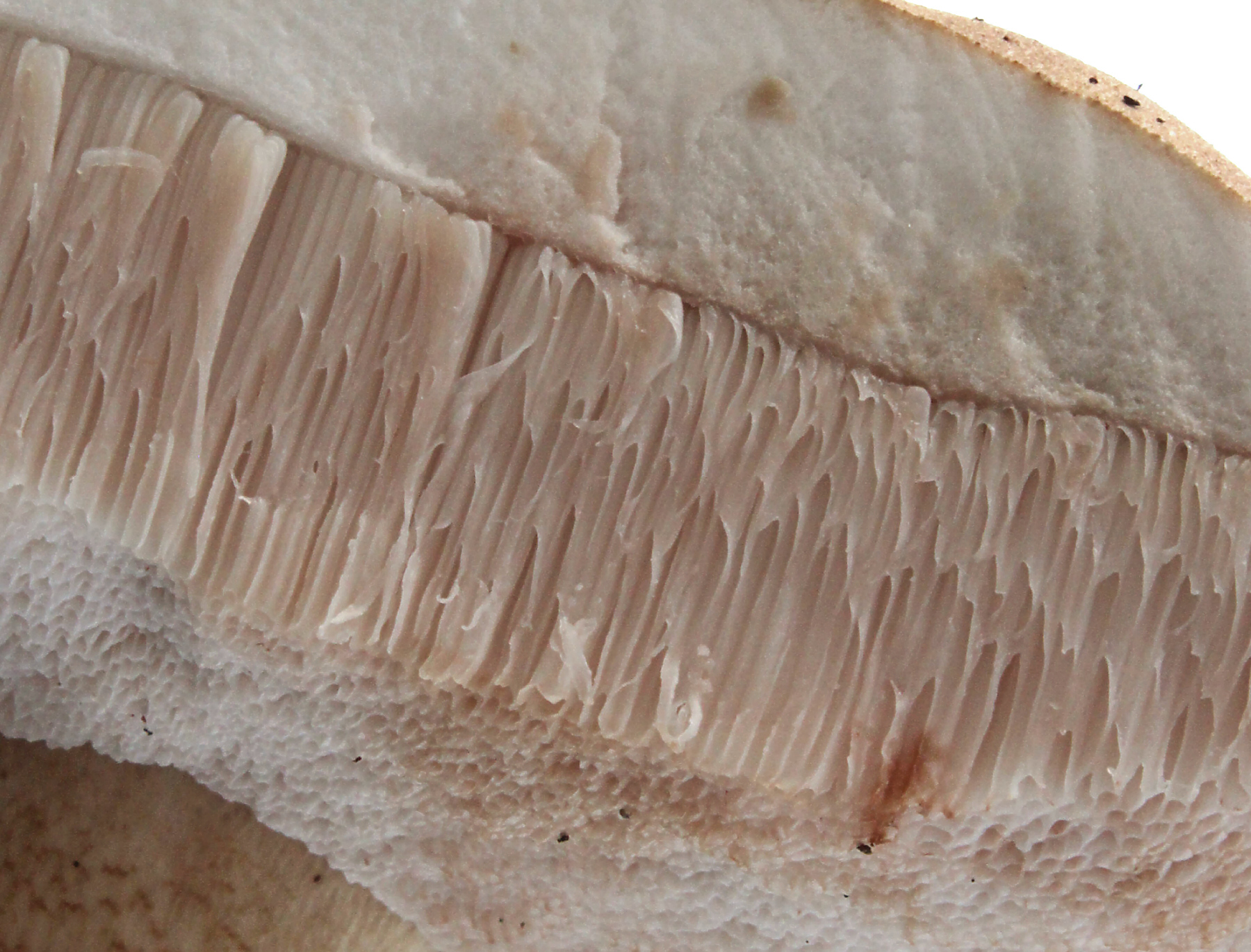
Hutquerschnitt: Die jung weißen Röhren des Gemeinen Gallenröhrlings färben sich später schmutzig-rosa.

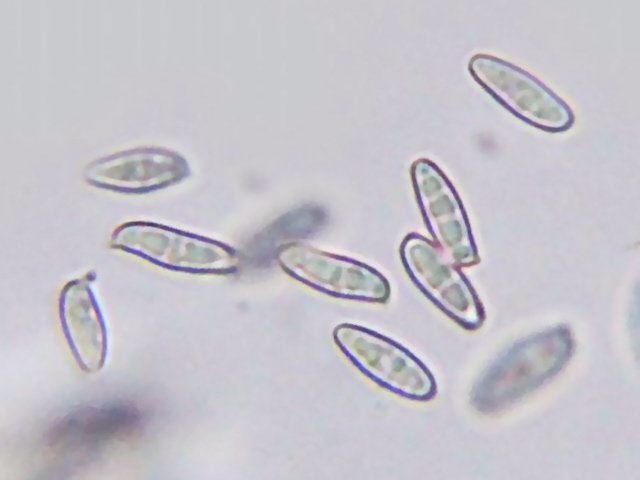
Die Sporen des Gemeinen Gallenröhrlings unter dem Lichtmikroskop

### Makroskopische Merkmale
Die Fruchtkörper des Gallenröhrlings sind boletoid, d. h. sie bestehen aus Hut und Stiel und tragen an der Hutunterseite eine ablösbare Röhrenschicht. Der Hutdurchmesser beträgt meist 5–12 cm, selten ist er noch größer. Die Hutoberfläche ist jung fein filzig, im Alter auch fast glatt, trocken bzw. nur bei älteren Fruchtkörpern feucht etwas schmierig. Die Poren und Röhren sind jung weiß und verfärben sich beim Reifen des Fruchtkörpers rosalich bis schmutzig rosa im Alter. Der rosa Farbton der Poren wird intensiver, wenn man auf die Poren drückt. Im Jungzustand, wenn die Poren noch weiß sind, verfärben sie jedoch nicht auf Druck. Der Stiel misst 50–150 × 10–50 mm und ist zylindrisch-keulig mit verdickter Basis. Die Stieloberfläche ist typischerweise gelblich ockerbraun und weist ein deutliches, nur an der Stielspitze blasses, sonst dunkles, schmutzig ockerbraunes bis dunkelbraunes Netz auf. Das Basalmyzel ist weiß. Das Fleisch ist weiß und kann in der Stielspitze bei Kontakt mit Sauerstoff langsam etwas rosalich verfärben. Sehr selten kann es oberhalb der Röhren und im oberen Stielbereich blau verfärben (Tylopilus felleus var. fuscescens). Der Geschmack ist meist sehr bitter bis bitter, die Bitterkeit variiert aber, weshalb manche Fruchtkörper mild schmecken.
Das Sporenpulver ist rosabraun.

### Mikroskopische Merkmale
Die Sporen sind boletoid, d. h. spindelig mit deutlicher suprahilarer Depression  und messen 12–16(–18) × 4–5(–6) µm. Die Hutdeckschicht ist ein Trichoderm aus (2–)3–9 µm breiten Hyphen. Die Cheilozystiden sind spindelig bis bauchig und messen 18–30 × 9–11 µm. Die Pleurozystiden sind größer, 40–70 × 7–11 µm und spindelig bis pfriemförmig. Die Hymenialzystiden zeigen teils einen gelblichen Inhalt und sind gattungstypisch dextrinoid.

## Äußere Systematik
Der Gallenröhrling ist innerhalb der Boletaceae nahe mit den Gattungen Afroboletus, Steinpilze (Boletus), Hortiboletus, Imleria, Notholepiota, Porphyrellus, Rotfußröhrlinge (Xerocomellus) und Strobilomyces verwandt, gehört also in den Kern der Unterfamilie der Boletoideae.

## Innere Systematik
Der Gallenröhrling zeigt eine große Variationsbreite seiner Merkmale, weshalb mehrere Varietäten beschrieben wurden:
Tylopilus felleus var. alutarius (Fr.) P. Karst. – mit mildem Geschmack und blassem Stiel, der fast glatt ist bzw. eine nur feine Netzzeichnung aufweist
Tylopilus felleus var. fuscescens P. Karst. – mit blauendem Fleisch
Tylopilus felleus var. minor (Coker & Beers) Pilát & Dermek – mit sehr kleinen Fruchtkörpern und kleineren Sporen (aus Nordamerika beschrieben, aber wohl auch in Europa vorkommend)
Tylopilus felleus var. uliginosus A.H. Sm. & Thiers – mit auffälligen, in Melzers Reagens roten (dextrinoiden) Pigmentkügelchen in den Hymenialzystiden, die in mit Kalilauge aufgeweichtem Herbarmaterial besonders auffällig sind (aus Nordamerika beschrieben)

## Artabgrenzung
In Europa ist der Gallenröhrling der einzige Vertreter seiner Gattung. Das rosabraune Sporenpulver ist unter den europäischen Röhrlingen daher einzigartig und Verwechslungen von reifen Fruchtkörpern mit anderen Arten sollten daher kaum möglich sein.
Junge Fruchtkörper gelten aber als klassische Doppelgänger der Steinpilze (Gattung Boletus), da auch diese im Jungzustand weiße Röhren und Poren aufweisen. Er hat jedoch eine dunkle Netzzeichnung auf dem meist ocker-gelblichen Stiel, während der Steinpilz vor allem am oberen Stielende ein weißes Stielnetz aufweist. Darüber hinaus färben sich die Röhren des Gallenröhrlings im Alter schmutzig-rosa, die des Steinpilzes jedoch oliv. Das Fleisch des Gallenröhrlings schmeckt zudem bitter, das des Steinpilzes hingegen mild. Spätestens bei der Zubereitung kann man Gallenröhrlinge von Steinpilzen durch das sich beim Erhitzen leicht rosa verfärbende Fleisch unterscheiden, da das Fleisch der Steinpilze weiß bleibt.

## Ökologie und Phänologie
Der Gallenröhrling ist in der gemäßigten Zone verbreitet. Er bildet wie alle Vertreter der Gattung Tylopilus Ektomykorrhizen. Er ist ein Mykorrhizapartner von Nadelbäumen und bevorzugt eindeutig saure, nährstoffarme Böden (Sümpfe, Moore, Heiden). In Laubwäldern wird der Gallenröhrling ebenfalls angetroffen, hin und wieder auch an und auf morschen Baumstümpfen. Der Gallenröhrling wächst vom Frühsommer bis zum Herbst vor allem im Nadelwald auf sauren Böden, nicht selten zusammen mit dem Steinpilz.
Bei niedrigen Temperaturen stellt er sein Wachstum ein; so ist seine „Saison“ meist Ende September abgelaufen.

## Inhaltsstoffe und medizinische Anwendung
Der Gallenröhrling ist aufgrund des meist bitteren Geschmacks ungenießbar und zudem schwach giftig und kann zu Magen-Darm-Beschwerden führen. Schon ein einziger Pilz kann wegen seiner Bitterkeit eine komplette Mahlzeit völlig verderben, er wurde aber in der traditionellen Hausmedizin als Volksmedikament verwandt, so ist aus Litauen die Anwendung des Gallenröhrlings bei Leberleiden bekannt. Hierfür wird ein alkoholischer Auszug aus zerkleinerten Pilzen angesetzt und in geringen Mengen innerlich verwendet.
Der bittere Geschmack geht auf komplexe Zuckerverbindungen (β-D-Glucane) zurück. Diese sind für die medizinische Forschung interessant geworden, da sie tumorhemmende Eigenschaften zeigen. Das Polysaccharid Tylopilan gilt als immunstimulierend. Zudem enthält der Gallenröhrling Lipasehemmer, die das Enzym Pankreatinlipase hemmen und damit interessant für die Ernährungswissenschaft sind.